# Jeff Williams (Radsportler)
Jeffrey „Jeff“ Williams (* 18. August 1958 in Gorton, Manchester) ist ein ehemaliger britischer Radrennfahrer und nationaler Meister im Radsport.

## Sportliche Laufbahn
Williams war im Straßenradsport aktiv. Er war Teilnehmer der Olympischen Sommerspiele 1980 in Moskau. Im olympischen Straßenrennen wurde er als 47. klassiert. 
1982 vertrat er England bei den Commonwealth Games in Brisbane und wurde dort 16. im Straßenrennen. Als Amateur startete er für die Vereine Manchester Wheelers Club und ACBB. 1979 gewann er die nationale Meisterschaft im Bergzeitfahren vor Dave Pitman sowie die Tour of the Peaks. 1980 holte er Siege im Archer Grand Prix, in der Tour of the Pennines und erneut in der Tour of the Peaks. 1981 und 1982 gewann er einen Tagesabschnitt im Etappenrennen Sealink International und wurde erneut Meister im Bergzeitfahren vor Malcolm Elliott. Er ging für einige Zeit nach Frankreich zum Verein ACBB. Meister im Bergzeitfahren wurde er auch 1982, er siegte vor Keith Reynolds. Die nationale Meisterschaft im Straßenrennen der Amateure entschied Williams 1982 für sich. Er setzte sich vor Pete Sanders im Meisterschaftsrennen durch. 1985 wurde er Vize-Meister. Williams war der erste Brite, der in einer Saison den Straßentitel und den Bergtitel gewinnen konnte. Zweite Plätze holte Williams im Archer Grand Prix 1979 und 1982 und in der Meisterschaft im Bergzeitfahren 1980 hinter Malcolm Elliott.
1986 wurde Williams Berufsfahrer im Radsportteam Raleigh-Pirelli und blieb bis 1988 als Radprofi aktiv. 